# Georges Rossignol
Pour les articles homonymes, voir Rossignol (homonymie).
Georges Rossignol (Lille, 24 juillet 1911 - Mort pour la France au large de Panama le 18 février 1942) est un militaire français, Compagnon de la Libération. Officier de marine déjà expérimenté au début la Seconde Guerre mondiale, il rallie la France Libre et, dans ses rangs, il participe à la bataille de Dakar. Il participe également à la bataille de l'Atlantique au cours de laquelle il disparaît lors de la perte du sous-marin Surcouf.

## Biographie

### Jeunesse et engagement
Georges Rossignol naît le 24 juillet 1911 au sein d'une famille qui comptera sept enfants. Après des études au collège d'Arras, il entre au lycée Sainte-Geneviève de Versailles où il prépare le concours d'entrée pour l'École navale. Il y entre en 1929, il en sort en 1931 avec le grade d'enseigne de vaisseau de 2e classe et participe à la croisière d'application sur le croiseur Jeanne d'Arc jusqu'en 1932. Il est ensuite affecté sur l'aviso Savorgnan de Brazza à bord duquel il sert en Chine pendant deux ans. En 1936, il entre à l'école de navigation sous-marine de Toulon puis embarque sur plusieurs sous-marins avant d'être affecté sur l'Ondine. Partant de Toulon, le sous-marin opère jusqu'en Atlantique où il surveille les côtes des îles Canaries, puis il est basé à Oran où il se trouve en septembre 1939 lors du déclenchement de la Seconde Guerre mondiale.

### Seconde Guerre mondiale
En 1940, l'Ondine est incapable de naviguer, en carénage dans le port de Cherbourg. Lors de la bataille de France, au moment où les troupes allemandes s'apprêtent à s'emparer de la ville et de son port, Georges Rossignol, alors lieutenant de vaisseau, participe avec son commandant et son équipage au départ du sous-marin. Se faisant remorquer jusqu'en Angleterre, l'Ondine accoste à Portsmouth à la fin du mois de juin. Le 1er juillet 1940, Rossignol s'engage dans les forces navales françaises libres et, repassant aux bâtiments de surface, devient officier en second de l'aviso Commandant Duboc. À bord de ce bâtiment, il participe à la bataille de Dakar en septembre 1940 lorsque les troupes vichystes tirent sur les navires britanniques et de la France libre. Alors que plusieurs marins de son bateaux sont tués, il est lui-même blessé mais continue à tenir son poste.
Il retrouve les sous-marins en janvier 1941 lorsqu'il devient officier en second du Surcouf. Il participe alors à l'escorte des convois alliés entre les États-Unis et l'Angleterre en pleine bataille de l'Atlantique. Promu Capitaine de corvette en juillet 1941, il se trouve à la fin de l'année à Saint-Pierre-et-Miquelon où il contribue au ralliement de l'archipel à la France Libre. À la fin du mois de janvier 1942, il navigue vers les Bermudes puis le 12 février vers le canal de Panama.
Le 18 février, au large des côtes du Panama, le Surcouf est accidentellement éperonné par le cargo américain Thompson Lykes ou bombardé par méprise par un hydravion américain ?... . Le sous-marin est perdu corps et biens avec tout son équipage de 130 marins dont Georges Rossignol.

## Décorations
|  |  |  |  |  |  |
|  |  |  |  |  |  |

| Chevalier de la Légion d'honneur    | Chevalier de la Légion d'honneur    | Compagnon de la Libération          | Compagnon de la Libération                                           | Croix de guerre 1939-1945 Avec une palme                             | Croix de guerre 1939-1945 Avec une palme                             |
| Médaille de la Résistance française | Médaille de la Résistance française | Médaille de la Résistance française | Médaille commémorative des services volontaires dans la France libre | Médaille commémorative des services volontaires dans la France libre | Médaille commémorative des services volontaires dans la France libre |

## Hommages
- À Givet, dans les Ardennes, son nom est inscrit sur le monument aux morts de la commune[6].
- À Cherbourg-en-Cotentin, il est inscrit sur un monument rendant hommage à l'équipage du Surcouf[7].
- À Toulon, François Drogou est inscrit sur le monument commémoratif aux sous-mariniers érigé dans le parc de la tour royale[8].